# Baalborn
Baalborn is een plaats in de Duitse gemeente Mehlingen, deelstaat Rijnland-Palts, en telt 585 inwoners (2005).